# Vlaswarkruid
Vlaswarkruid (Cuscuta epilinum) is een parasiterende, eenjarige plant op vlas en behoort tot de windefamilie (Convolvulaceae). De soort komt van nature voor in Europa, Noord-Afrika, Oost-Azië, Anatolië, Noord-Amerika en Rusland. In België is vlaswarkruid niet meer waargenomen sinds 1938. De soort staat op de Nederlandse Rode Lijst van planten als verdwenen uit Nederland. Het aantal chromosomen is 2n = 42.
De plant heeft geen bladgroen en heeft een niet of weinig vertakte, groenachtig gele, 30 - 50 cm lange en 0,5 - 1 mm dikke stengel met zuigworteltjes (haustoriën), waarmee het zich aan de gastheer hecht en voedingsstoffen uit de gastheerplant opneemt. De plant kan zelf niet assimileren.
De plant bloeit van juni tot in augustus met geelachtige, vijftallige, ongesteelde bloemen, die in 10 - 12 mm grote kluwens bij elkaar zitten. De bloemen hebben een wijde kroon en kelk, die dezelfde lengte hebben. De naar binnen gebogen, breed-driehoekige tot eironde kelkslippen zijn spits of toegespitst en liggen aan de onderkant over elkaar heen. De gelige, 2,5 - 3 mm grote bloemkroon is aan het begin van de bloei klokvormig, maar wordt al snel kroesvormig. De kroonbuis is iets langer tot twee keer zo lang als de driehoekige, spitse tot iets stompe slippen. De rechtopstaande, tegen de kroon aangedrukte kroonschubben zijn spatelvormig en afgeknot tot breed uitgerand. De stijl met stempel is korter of even lang als het vruchtbeginsel. Het vruchtbeginsel heeft twee stijlen. De bloemen worden vooral door graafwespen bestoven, maar ook zelfbestuiving is mogelijk.
De afgeplatte, bolvormige vrucht is een 3,5 mm lange doosvrucht met grijsgele tot donkergrijze, eivormige of bijna ovale, ruwe, 1 - 2 mm grote zaden. Vaak zitten er twee zaden aan elkaar vast.

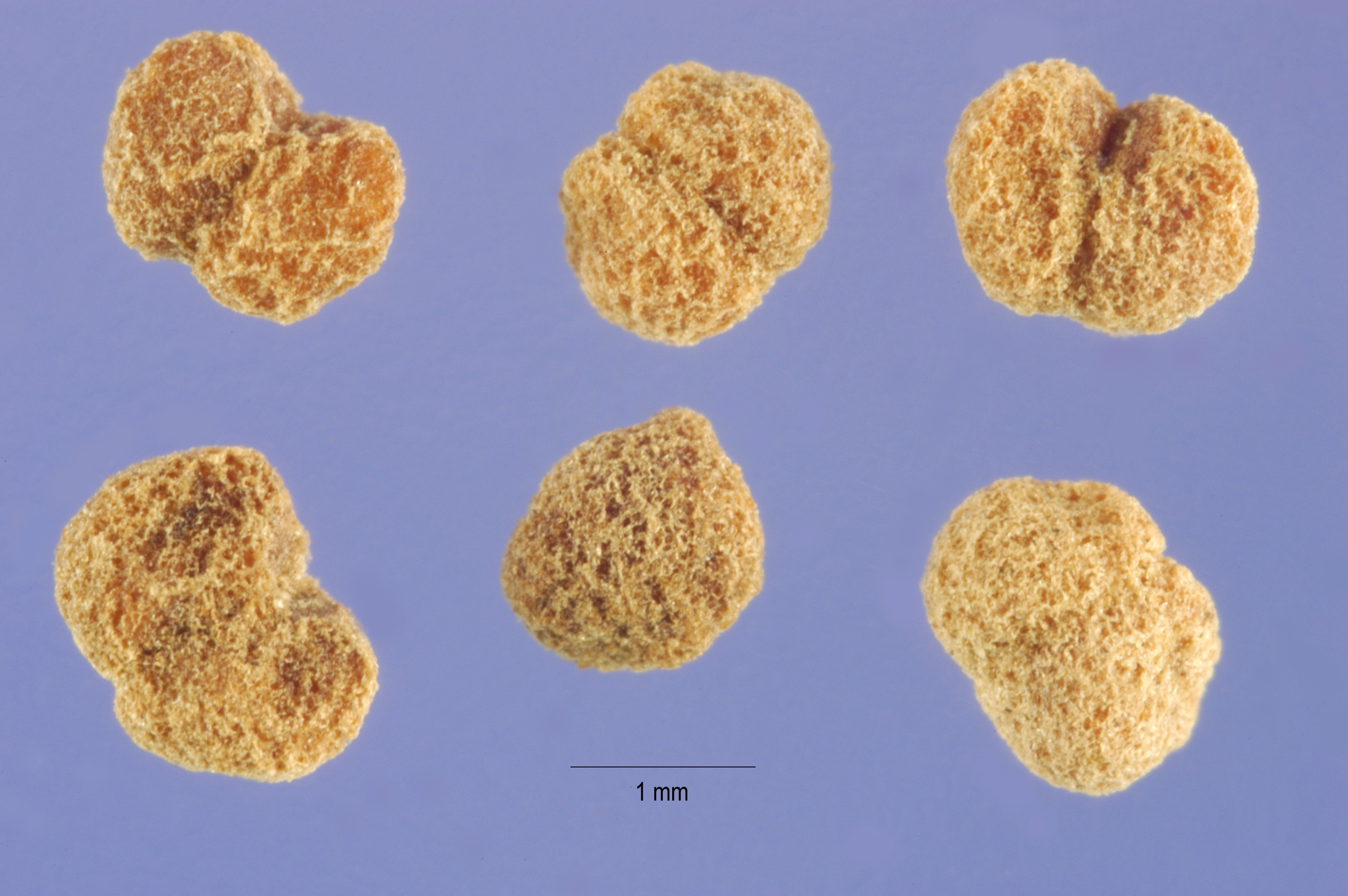
Zaden. Alleen de midden-onderste is enkel.

Vlaswarkruid kwam in België en Nederland vroeger voor op vlas.